# Manufacturing Resources Planning
Manufacturing Resources Planning ist eine von Oliver Wight unter dem Namen MRP II entwickelte Methode, um alle Ressourcen eines Produktionsunternehmens zu planen.
Das von Oliver Wight entwickelte MRP II-Konzept (Manufacturing Resources Planning) stellt der Produktionsprogrammplanung (siehe Material Requirements Planning) weitere Planungsebenen voran. Die Geschäftsplanung und die Absatzplanung setzen die langfristigen Strategien für die Produktion um. Dabei wird auf einer groben Ebene (Warengruppenebene, Monatsraster) das Produktsortiment prognostiziert und mit den groben Kapazitätsdaten (zum Beispiel  auf Maschinengruppenebene) abgeglichen. Diese Planungen werden rollierend immer wieder überarbeitet.
Vereinfacht gesagt: Bei diesem Konzept geht es darum, dass langfristiger und strategischer geplant werden soll. Es geht also nicht nur von der Produktionsprogrammplanung aus, sondern es werden weitere Planungsebenen vorangestellt.
Die American Production and Inventory Control Society (APICS) definiert MRPII wie folgt:
- "MRPII ist eine Methode um alle Ressourcen eines Produktionsunternehmens zu planen. Im Idealfall erfolgt die betriebliche Planung in  Mengeneinheiten, die wertmäßige Planung in Dollar. Zur Beantwortung der Frage „Was wäre wenn?“ verfügt sie über Simulationsfähigkeiten. MRPII besteht aus einer Anzahl miteinander verknüpfter Funktionen: Der Geschäftsplanung (Business Planning), Absatz- und Produktionsgrobplanung (sales and operations planning), Produktionsplanung (production planning) und Fertigungsplanung für Material und Kapazität (execution support systems for capacity and material). Die Ergebnisse dieser Systeme sind eingebunden in den Geschäftsplan, Beschaffungsplan, den Transportkostenplan  und die Bestandshochrechnungen, alles ausgedrückt in Dollar. MRP II ist eine direkte Erweiterung der um die Kapazitätsrechnung erweiterten MRP ."

Die langfristige und strategische Planung gewinnt in MRP II an Bedeutung, sie beginnt bereits mit der Geschäftsplanung und dem Absatzplan. Die Planung gewinnt mehr Gewicht gegenüber der Steuerung. Die nächste Planungsebene, das Produktionsprogramm, ist dann Ausgangspunkt für die innerhalb des MRP I-Konzeptes durchzuführenden Planungsschritte mit ihrer Trennung zwischen Mengen- und Terminplanung.